# Morti il 6 luglio
| Questa pagina contiene informazioni ricavate automaticamente dalle voci biografiche con l'ausilio del template Bio e di un bot. L'aggiornamento è periodico e automatico e ricostruisce completamente la pagina. Se manca una persona in questa lista, sei pregato di non aggiungerla, ma accertati piuttosto che la sua voce biografica contenga il template Bio e che i dati anagrafici siano correttamente compilati. Se il template Bio manca, inseriscilo tu stesso o, in alternativa, metti l'avviso {{tmp\|Bio}} che ne segnala la mancanza. Se i dati riportati sono sbagliati, correggi direttamente la voce biografica; le modifiche saranno visibili in questa lista entro pochi giorni. Per chiarimenti vedi il progetto biografie. La lista contiene solo le 514 persone che sono citate nell'enciclopedia e per le quali è stato implementato correttamente il template Bio. Pagina aggiornata al 17 ago 2025. |

## IV secolo a.C.(2)
- 371 a.C. - Cleombroto I, sovrano spartano
- 371 a.C. - Sfodria, politico e militare spartano

## V secolo(1)
- 459 - San Palladio, religioso e santo scozzese (n. 390)

## X secolo(1)
- 966 - Berengario II d'Ivrea, sovrano franco

## XI secolo(2)
- 1038 - Ōnakatomi no Sukechika, poeta giapponese (n. 954)
- 1070 - Godeleva, santa belga (n. 1049)

## XII secolo(2)
- 1164 - Adolfo II di Schaumburg, nobile tedesco (n. 1128)
- 1189 - Enrico II d'Inghilterra, re (n. 1133)

## XIII secolo(3)
- 1218 - Oddone III di Borgogna, duca (n. 1166)
- 1249 - Alessandro II di Scozia, re scozzese (n. 1198)
- 1273 - Pribislao I, principe (n. 1214)

## XIV secolo(5)
- 1303 - Ottone VI di Brandeburgo, nobile tedesco (n. 1264)
- 1312 - Tiso VIII da Camposampiero, condottiero e politico italiano
- 1349 - Margherita di Savoia, principessa
- 1379 - Jean de Blandiac, cardinale e vescovo cattolico francese
- 1398 - Giovannino de' Grassi, pittore, scultore e architetto italiano

## XV secolo(10)
- 1410 - Vuk Lazarević, principe serbo (n. 1380)
- 1415 - Jan Hus, teologo boemo
- 1417 - Francesco Bellanti, vescovo cattolico italiano
- 1447 - Antão Martins de Chaves, cardinale e vescovo cattolico portoghese
- 1476 - Regiomontano, matematico, astronomo e astrologo tedesco (n. 1436)
- 1480 - Antonio Squarcialupi, organista italiano (n. 1416)
- 1495 - Giovanni Maria Cauzzi, nobile e generale italiano
- 1495 - Ranuccio Farnese, condottiero italiano (n. 1456)
- 1495 - Rodolfo Gonzaga, nobile e condottiero italiano (n. 1452)
- 1495 - Roberto Guidi di Bagno, condottiero italiano

## XVI secolo(15)
- 1504 - Pandolfo Collenuccio, umanista, storico e poeta italiano (n. 1444)
- 1516 - Guglielmo de' Pazzi, politico italiano (n. 1437)
- 1533 - Ludovico Ariosto, poeta, commediografo e funzionario italiano (n. 1474)
- 1535 - Tommaso Moro, umanista, scrittore e politico inglese (n. 1478)
- 1541 - Girolamo Ghinucci, cardinale e vescovo cattolico italiano (n. 1480)
- 1553 - Edoardo VI d'Inghilterra, re britannico (n. 1537)
- 1555 - Antonio Musa Brasavola, medico e botanico italiano (n. 1500)
- 1568 - Johannes Oporinus, umanista, medico e editore svizzero (n. 1507)
- 1570 - Margaret Clement, matematica inglese (n. 1508)
- 1571 - Mōri Motonari, militare giapponese (n. 1497)
- 1579 - Takenaka Shigeharu, militare giapponese (n. 1544)
- 1582 - Saitō Toshimitsu, militare giapponese (n. 1534)
- 1583 - Edmund Grindal, arcivescovo anglicano britannico (n. 1519)
- 1598 - Benito Arias Montano, orientalista spagnolo (n. 1527)
- 1599 - Pietro Paolo Olivieri, scultore e architetto italiano (n. 1551)

## XVII secolo(12)
- 1607 - Achille Gagliardi, filosofo, gesuita e teologo italiano (n. 1538)
- 1615 - Furuta Oribe, giapponese (n. 1544)
- 1619 - Isabella della Rovere, principessa italiana (n. 1552)
- 1624 - Ottavio Ridolfi, cardinale e vescovo cattolico italiano (n. 1582)
- 1630 - Francesco Giacinto Gonzaga, religioso italiano (n. 1616)
- 1637 - Charles d'Ambleville, religioso, compositore e organista francese (n. 1588)
- 1641 - Luigi di Borbone-Soissons, nobile francese (n. 1604)
- 1641 - Livia della Rovere, duchessa italiana (n. 1585)
- 1678 - Giudoco Ermanno di Lippe-Biesterfeld, nobile tedesco (n. 1625)
- 1684 - Giovanni Galeazzo Bossi, nobile e politico italiano (n. 1619)
- 1684 - Anna Maria di Gonzaga-Nevers, nobile francese (n. 1616)
- 1697 - Antonio Zeno, ammiraglio italiano (n. 1628)

## XVIII secolo(14)
- 1702 - Nicolas Lebègue, compositore, organista e clavicembalista francese (n. 1631)
- 1703 - Marzio Carafa, nobile italiano (n. 1650)
- 1711 - James Douglas, II duca di Queensberry, politico scozzese (n. 1662)
- 1732 - Antonio Maria Haffner, pittore e presbitero italiano (n. 1654)
- 1737 - Pietro Torri, compositore italiano
- 1747 - Domenico Rosso, arcivescovo cattolico italiano (n. 1675)
- 1752 - Henry Parker, politico britannico
- 1755 - Pietro Paolo Bencini, compositore italiano
- 1759 - William Pepperrell, condottiero, mercante e politico statunitense (n. 1696)
- 1776 - Ludovico Sabatini d'Anfora, vescovo cattolico italiano (n. 1708)
- 1785 - Federico Augusto I di Oldenburg, sovrano tedesco (n. 1711)
- 1792 - Giovanni Battista Casali, compositore italiano (n. 1715)
- 1793 - Joseph Agricol Viala, militare francese (n. 1778)
- 1795 - Gerolamo Pitzolo, politico e militare italiano (n. 1748)

## XIX secolo(60)
- 1802 - Daniel Morgan, generale e politico statunitense (n. 1736)
- 1806 - Matteo Buttafuoco, politico francese (n. 1731)
- 1808 - Alexandre de Gouveia, missionario e vescovo cattolico portoghese (n. 1751)
- 1809 - Joachim Zachris Duncker, militare svedese (n. 1774)
- 1809 - Antoine Charles Louis de Lasalle, generale francese (n. 1775)
- 1809 - Joseph Armand von Nordmann, generale austriaco (n. 1759)
- 1812 - Martín de Alzaga, politico spagnolo (n. 1775)
- 1813 - Granville Sharp, attivista inglese (n. 1735)
- 1816 - Jorge Tadeo Lozano, politico colombiano (n. 1771)
- 1819 - Sophie Blanchard, pioniere dell'aviazione francese (n. 1778)
- 1824 - Frederik Gottschalk von Haxthausen, politico norvegese (n. 1750)
- 1825 - Thomas Leiper, imprenditore e politico statunitense (n. 1745)
- 1826 - Henry-René-Marie Picot de Peccaduc, nobile e militare francese (n. 1770)
- 1830 - Josephine Girardelli, circense e artista italiana (n. 1786)
- 1832 - José de la Serna e Hinojosa, generale spagnolo (n. 1770)
- 1833 - Jean-Pierre Aumer, ballerino e coreografo francese (n. 1774)
- 1833 - Pierre-Narcisse Guérin, pittore francese (n. 1774)
- 1835 - Matija Čop, storico, linguista e insegnante sloveno (n. 1797)
- 1835 - John Marshall, politico e avvocato statunitense (n. 1755)
- 1837 - Pietro Pisani, nobile italiano (n. 1761)
- 1843 - George Boyle, IV conte di Glasgow, nobile scozzese (n. 1766)
- 1844 - Domenico Sacchinelli, abate italiano (n. 1766)
- 1849 - Goffredo Mameli, poeta e patriota italiano (n. 1827)
- 1849 - Olaf Rye, militare norvegese (n. 1791)
- 1850 - Francisco Cea Bermúdez, politico e diplomatico spagnolo (n. 1779)
- 1850 - Pedro Alexandrino da Cunha, militare, esploratore e politico portoghese (n. 1801)
- 1850 - Pierre Alexandre Jean Mollière, generale francese (n. 1800)
- 1851 - David Macbeth Moir, scrittore, poeta e medico scozzese (n. 1798)
- 1851 - Thomas Davenport, inventore statunitense (n. 1802)
- 1853 - Florentia Sale, viaggiatrice e scrittrice britannica (n. 1790)
- 1854 - August Borsig, imprenditore tedesco (n. 1804)
- 1854 - Georg Ohm, fisico e matematico tedesco (n. 1789)
- 1861 - James Forbes, botanico britannico (n. 1773)
- 1861 - August Friedrich Gfrörer, storico tedesco (n. 1803)
- 1864 - Theodor Wertheim, chimico austriaco (n. 1820)
- 1865 - Sofia Guglielmina di Svezia, principessa svedese (n. 1801)
- 1866 - George Bruce, inventore e imprenditore scozzese (n. 1781)
- 1868 - Samuel Lover, compositore, scrittore e artista irlandese (n. 1797)
- 1868 - Gaetano Zuliani, patriota italiano (n. 1826)
- 1871 - Antônio de Castro Alves, poeta brasiliano (n. 1847)
- 1871 - Giovanni Battista Nazari, politico italiano (n. 1791)
- 1873 - Ignaz Rudolph Schiner, entomologo austriaco (n. 1813)
- 1873 - Kaspar Gottfried Schweizer, astronomo svizzero (n. 1816)
- 1874 - Fox Maule-Ramsay, XI conte di Dalhousie, nobile e politico scozzese (n. 1801)
- 1874 - Amalia de Llano, contessa e scrittrice spagnola (n. 1822)
- 1874 - Bernard Aimé Léonard du Bus de Gisignies, ornitologo, paleontologo e politico belga (n. 1808)
- 1877 - Friedrich Wilhelm Hackländer, scrittore tedesco (n. 1816)
- 1880 - Ol'ga Nikolaevna Poltavševa, nobildonna e filantropa russa (n. 1823)
- 1882 - Nikolaus Friedreich, patologo e neurologo tedesco (n. 1825)
- 1882 - Tomás Guardia Gutiérrez, militare e politico costaricano (n. 1832)
- 1882 - William George Ward, matematico e teologo inglese (n. 1812)
- 1883 - Ciprian Porumbescu, compositore romeno (n. 1853)
- 1883 - Joseph Toronto, missionario italiano (n. 1818)
- 1889 - Giovanni Tonoli, organaro italiano (n. 1809)
- 1893 - Guy de Maupassant, scrittore e letterato francese (n. 1850)
- 1895 - Giuseppe Prinzi, scultore italiano (n. 1825)
- 1895 - Stefan Stambolov, politico bulgaro (n. 1853)
- 1895 - Julius Zupitza, filologo e anglista tedesco (n. 1844)
- 1897 - Henri Meilhac, librettista e drammaturgo francese (n. 1831)
- 1900 - Warren Earp, pistolero statunitense (n. 1855)

## XX secolo(239)
- 1901 - Chlodwig zu Hohenlohe-Schillingsfürst, politico tedesco (n. 1819)
- 1901 - Joseph LeConte, geologo statunitense (n. 1823)
- 1902 - Maria Goretti, santa italiana (n. 1890)
- 1902 - Leopoldo Miguez, compositore, violinista e direttore d'orchestra brasiliano (n. 1850)
- 1902 - Andrejs Pumpurs, scrittore lettone (n. 1841)
- 1904 - Abaj Kunanbaev, poeta kazako (n. 1845)
- 1905 - Francesco Carega, politico e agronomo italiano (n. 1831)
- 1906 - Christopher Columbus Langdell, giurista statunitense (n. 1826)
- 1906 - Giachen Caspar Muoth, scrittore e poeta svizzero (n. 1844)
- 1906 - Carlo Tivaroni, storico e politico italiano (n. 1843)
- 1908 - Johann Albert von Regel, medico, botanico e archeologo svizzero (n. 1845)
- 1910 - Margaret Matilda White, infermiera e fotografa neozelandese (n. 1868)
- 1911 - Alessandra di Sassonia-Altenburg, principessa tedesca (n. 1830)
- 1911 - Alessandro Prosdocimi, archeologo italiano (n. 1843)
- 1912 - Francesco Budassi, politico e avvocato italiano (n. 1852)
- 1914 - Delmira Agustini, poetessa uruguaiana (n. 1886)
- 1914 - Giuseppe Lorenzoni, astronomo e scienziato italiano (n. 1843)
- 1914 - Karl Schaden, architetto austriaco (n. 1843)
- 1915 - Lawrence Hargrave, pioniere dell'aviazione, inventore e esploratore inglese (n. 1850)
- 1916 - Béla Békessy, schermidore ungherese (n. 1875)
- 1916 - Albert Fraenkel, medico tedesco (n. 1848)
- 1916 - Kyrillos II, arcivescovo ortodosso e politico cipriota (n. 1845)
- 1916 - Odilon Redon, pittore e incisore francese (n. 1840)
- 1918 - Pacifico Arcangeli, presbitero e militare italiano (n. 1888)
- 1918 - Balthasar Kaltner, arcivescovo cattolico austriaco (n. 1844)
- 1918 - Wilhelm von Mirbach, ambasciatore e nobile austriaco (n. 1871)
- 1918 - John Purroy Mitchell, politico statunitense (n. 1879)
- 1919 - Paul Deussen, indologo e filosofo tedesco (n. 1845)
- 1919 - Costantino Stella, presbitero italiano (n. 1873)
- 1921 - Alexander Bruce, VI Lord Balfour di Burleigh, politico e banchiere scozzese (n. 1849)
- 1922 - Maria Teresa Ledóchowska, religiosa polacca (n. 1863)
- 1922 - Robert Sahlberg, compositore di scacchi svedese (n. 1837)
- 1922 - John Edwin Sandys, filologo classico britannico (n. 1844)
- 1925 - Antoine Taudou, compositore, violinista e insegnante francese (n. 1846)
- 1927 - Wilhelm Blos, politico, scrittore e giornalista tedesco (n. 1849)
- 1927 - Federico Sigismondo di Prussia, principe prussiano (n. 1891)
- 1928 - Frederick Green, calciatore inglese (n. 1851)
- 1928 - Arturo Orsoni, scultore italiano (n. 1867)
- 1929 - Giuseppe Carboni, latinista italiano (n. 1856)
- 1929 - Dan Mason, attore e sceneggiatore statunitense (n. 1853)
- 1930 - Cormic Cosgrove, calciatore statunitense (n. 1866)
- 1930 - Gustavo Salvini, attore italiano (n. 1859)
- 1931 - Edward Goodrich Acheson, chimico statunitense (n. 1856)
- 1931 - Dionysios Kasdaglis, tennista greco (n. 1872)
- 1931 - Alexander McAulay, matematico e fisico britannico (n. 1863)
- 1932 - Alfred Cohn, regista e attore danese (n. 1867)
- 1932 - Kenneth Grahame, scrittore britannico (n. 1859)
- 1932 - Carlton S. King, attore e regista statunitense (n. 1888)
- 1933 - Robert Kajanus, compositore e direttore d'orchestra finlandese (n. 1856)
- 1933 - Michele La Rosa, fisico italiano (n. 1880)
- 1934 - Alec B. Francis, attore britannico (n. 1867)
- 1934 - Harry A. Pollard, attore, regista cinematografico e sceneggiatore statunitense (n. 1879)
- 1934 - Pietro Augusto di Sassonia-Coburgo-Koháry, principe (n. 1866)
- 1934 - Kurt Sethe, egittologo tedesco (n. 1869)
- 1935 - Bernard de Pourtalès, velista svizzero (n. 1870)
- 1936 - Giacomo De Gregorio, glottologo italiano (n. 1856)
- 1936 - Václav Hallinger, calciatore cecoslovacco (n. 1898)
- 1936 - Bruce Hamilton, generale britannico (n. 1857)
- 1936 - Arturo Mercanti, militare, pioniere dell'aviazione e pilota automobilistico italiano (n. 1875)
- 1937 - Ernesto Badini, baritono italiano (n. 1876)
- 1937 - Frank Schreiner, pallanuotista statunitense (n. 1879)
- 1938 - Ulrich Stutz, giurista e storico tedesco (n. 1868)
- 1941 - Frank Cooley, regista e attore statunitense (n. 1870)
- 1941 - Anton Reichenow, ornitologo tedesco (n. 1874)
- 1941 - Yehuda Leib Tsirelson, rabbino e politico rumeno (n. 1859)
- 1942 - Gino Caccianiga, politico italiano (n. 1872)
- 1942 - Daniel Willard, manager statunitense (n. 1861)
- 1943 - Teruo Akiyama, ammiraglio giapponese (n. 1891)
- 1943 - Nazaria Ignacia March Mesa, religiosa spagnola (n. 1889)
- 1943 - Margarita Tutulani, partigiana albanese (n. 1925)
- 1943 - Maximilian von Schenckendorff, generale tedesco (n. 1875)
- 1944 - Frederic Dorr Steele, illustratore statunitense (n. 1873)
- 1944 - Giannantonio Manci, imprenditore e partigiano italiano (n. 1901)
- 1944 - Chūichi Nagumo, ammiraglio giapponese (n. 1887)
- 1944 - Diana Rowden, agente segreto britannica (n. 1915)
- 1945 - Arturo Aly Belfàdel, glottologo e esperantista italiano (n. 1872)
- 1945 - Adolf Bertram, cardinale e arcivescovo cattolico tedesco (n. 1859)
- 1945 - Zerai Deres, traduttore e patriota eritreo (n. 1915)
- 1946 - Umberto Cisotti, matematico e fisico italiano (n. 1882)
- 1946 - Jeanne Lanvin, stilista francese (n. 1867)
- 1946 - Horace Pippin, pittore statunitense (n. 1888)
- 1947 - Francis Burchell, crickettista britannico (n. 1873)
- 1947 - Giuseppe Gagliardone, alpinista italiano
- 1947 - Ulisse Matthey, organista e compositore italiano (n. 1876)
- 1948 - František Svoboda, calciatore cecoslovacco (n. 1906)
- 1949 - Primo Sinopico, pittore e illustratore italiano (n. 1889)
- 1949 - Hans H. Zerlett, regista, sceneggiatore e commediografo tedesco (n. 1893)
- 1950 - Philip Chetwode, I barone Chetwode, generale britannico (n. 1869)
- 1950 - Lamberto Landi, compositore italiano (n. 1882)
- 1952 - Marie-Louise Bastié, aviatrice francese (n. 1898)
- 1952 - Sergio Der Abrahamian, arcivescovo cattolico armeno (n. 1868)
- 1952 - Marian Ellis, attivista inglese (n. 1878)
- 1952 - Oskar Ursinus, pioniere dell'aviazione e progettista tedesco (n. 1877)
- 1954 - Julio Acosta García, politico costaricano (n. 1872)
- 1954 - Gabriel Pascal, produttore cinematografico e regista ungherese (n. 1894)
- 1954 - Cornelia Sorabji, avvocata indiana (n. 1866)
- 1956 - Jules Lebreton, gesuita e storico francese (n. 1873)
- 1956 - Stuffy Mueller, hockeista su ghiaccio canadese (n. 1906)
- 1957 - Roberto Colombo, pilota motociclistico italiano (n. 1927)
- 1957 - Guido Sola Titetto, partigiano e politico italiano (n. 1903)
- 1958 - Carl Boese, regista tedesco (n. 1887)
- 1958 - Luigi Musso, pilota automobilistico italiano (n. 1924)
- 1959 - Gino Corazza, calciatore italiano (n. 1894)
- 1959 - George Grosz, pittore tedesco (n. 1893)
- 1960 - Aneurin Bevan, politico britannico (n. 1897)
- 1960 - Alberto Simonini, politico italiano (n. 1896)
- 1960 - Hans Wilsdorf, orologiaio e imprenditore tedesco (n. 1881)
- 1961 - Cuno Amiet, pittore, illustratore e scultore svizzero (n. 1868)
- 1961 - Scott LaFaro, bassista statunitense (n. 1936)
- 1961 - Enrique Larreta, poeta, drammaturgo e diplomatico argentino (n. 1875)
- 1961 - Konstantinos Logothetopoulos, politico greco (n. 1878)
- 1961 - Giovanni Treccani, imprenditore e editore italiano (n. 1877)
- 1962 - Paul Boffa, politico maltese (n. 1890)
- 1962 - William Faulkner, scrittore, sceneggiatore e poeta statunitense (n. 1897)
- 1962 - Giuseppe Augusto d'Asburgo-Lorena, politico e generale ungherese (n. 1872)
- 1962 - Bruno Leydet, scrittore francese (n. 1890)
- 1963 - Giorgio, duca del Meclemburgo, nobile tedesco (n. 1899)
- 1963 - Nuccia Natali, cantante italiana (n. 1907)
- 1964 - Enrico Bonfanti, politico e partigiano italiano (n. 1901)
- 1964 - Rafael Cansinos Assens, scrittore, poeta e critico letterario spagnolo (n. 1882)
- 1966 - Francesco Bonfiglio, neurologo e psichiatra italiano (n. 1883)
- 1966 - Arturo Ciacelli, pittore, scenografo e decoratore italiano (n. 1883)
- 1966 - Giovanni Mira, storico e antifascista italiano (n. 1891)
- 1967 - Floriano Ludwig, dirigente sportivo, allenatore di calcio e calciatore austriaco (n. 1882)
- 1967 - Jester Naefe, attrice austriaca (n. 1924)
- 1967 - Piero Portaluppi, architetto, urbanista e storico dell'architettura italiano (n. 1888)
- 1967 - Otto Trieloff, velocista tedesco (n. 1885)
- 1968 - Johnny Indrisano, pugile e stuntman statunitense (n. 1906)
- 1968 - Nikita Kurichin, regista sovietico (n. 1922)
- 1968 - Herman Nyberg, velista svedese (n. 1880)
- 1968 - Edward Larocque Tinker, scrittore statunitense (n. 1881)
- 1968 - Luigi Ziroli, calciatore italiano (n. 1903)
- 1969 - Mario Berlinguer, avvocato, giornalista e politico italiano (n. 1891)
- 1970 - Arthur Herbert Copeland, matematico statunitense (n. 1898)
- 1970 - Violet Horner, attrice statunitense (n. 1892)
- 1970 - Ivan Karpov, pittore russo (n. 1898)
- 1970 - Marjorie Rambeau, attrice statunitense (n. 1889)
- 1971 - Roger Adams, chimico statunitense (n. 1889)
- 1971 - Louis Armstrong, trombettista, cantante e attore statunitense (n. 1901)
- 1971 - Panfilo Gentile, giornalista, scrittore e politico italiano (n. 1889)
- 1971 - Mestre Irineu, religioso brasiliano (n. 1892)
- 1971 - Ciro Verratti, schermidore e giornalista italiano (n. 1907)
- 1972 - Thermon Blacklidge, cestista statunitense (n. 1920)
- 1972 - Brandon De Wilde, attore statunitense (n. 1942)
- 1972 - Paul Due, calciatore norvegese (n. 1889)
- 1972 - Gerald Hamer, attore britannico (n. 1886)
- 1973 - Joe E. Brown, comico e attore statunitense (n. 1892)
- 1973 - Otto Klemperer, direttore d'orchestra e compositore tedesco (n. 1885)
- 1973 - Patrick McVey, attore statunitense (n. 1910)
- 1974 - Francis Blanche, attore e comico francese (n. 1921)
- 1974 - Paolo Alfonso Farinet, politico italiano (n. 1893)
- 1974 - Lothar Hermann, superstite dell'Olocausto tedesco (n. 1901)
- 1974 - Aladár Paasonen, militare finlandese (n. 1898)
- 1975 - Margret Boveri, giornalista tedesca (n. 1900)
- 1976 - Silvio Branzi, giornalista, critico d'arte e scrittore italiano (n. 1899)
- 1976 - Giovanni Battista Melis, politico italiano (n. 1904)
- 1976 - Giuseppe Muscariello, politico, imprenditore e dirigente sportivo italiano (n. 1915)
- 1976 - Pio Vennettilli, canoista italiano (n. 1927)
- 1976 - Zhu De, politico e generale cinese (n. 1886)
- 1977 - Francesco Bertoglio, vescovo cattolico italiano (n. 1900)
- 1977 - Giuseppe Dessì, scrittore italiano (n. 1909)
- 1977 - Sergej Nikiforovič Kruglov, generale e politico sovietico (n. 1907)
- 1977 - Hu Nim, rivoluzionario e politico cambogiano (n. 1930)
- 1978 - Ambrus Balogh, tiratore a segno ungherese (n. 1915)
- 1978 - Babe Paley, socialite statunitense (n. 1915)
- 1978 - Renzo Montagna, generale italiano (n. 1894)
- 1978 - Pietro Montana, scultore, pittore e insegnante statunitense (n. 1890)
- 1978 - Pierre Marie Nguyễn Văn Năng, vescovo cattolico vietnamita (n. 1910)
- 1978 - Denys Page, filologo classico britannico (n. 1908)
- 1979 - Antonio María Barbieri, cardinale e arcivescovo cattolico uruguaiano (n. 1892)
- 1979 - Max Beier, entomologo e aracnologo austriaco (n. 1903)
- 1979 - Angelo Costa, allenatore di pallavolo italiano (n. 1918)
- 1979 - Luisa Guidotti Mistrali, medico e missionaria italiana (n. 1932)
- 1979 - Van McCoy, musicista, produttore discografico e cantautore statunitense (n. 1940)
- 1979 - Marino Moretti, poeta, romanziere e drammaturgo italiano (n. 1885)
- 1979 - Elizabeth Ryan, tennista statunitense (n. 1892)
- 1980 - Bayard Taylor Horton, medico statunitense (n. 1895)
- 1980 - Gail Patrick, attrice cinematografica e produttrice televisiva statunitense (n. 1911)
- 1980 - Augusto Talamona, politico italiano (n. 1920)
- 1982 - Alma Reville, sceneggiatrice inglese (n. 1899)
- 1982 - Raúl Roa García, politico cubano (n. 1907)
- 1982 - Russell Thorson, attore statunitense (n. 1906)
- 1982 - Warren Tufts, fumettista statunitense (n. 1925)
- 1983 - Francesco Recupero, politico italiano (n. 1914)
- 1984 - Quintino Cataudella, grecista, latinista e traduttore italiano (n. 1900)
- 1984 - Mina Wylie, nuotatrice australiana (n. 1891)
- 1986 - Giorgio Aiazzone, imprenditore e personaggio televisivo italiano (n. 1947)
- 1986 - Emilio Balletti, politico italiano (n. 1905)
- 1986 - Ernesto Bonomini, anarchico italiano (n. 1903)
- 1986 - Stephen Brunauer, fisico e chimico ungherese (n. 1903)
- 1986 - Lothar Kreyssig, giudice tedesco (n. 1898)
- 1986 - Roberto Sabatino Lopez, storico italiano (n. 1910)
- 1986 - Achille Rigamonti, sindacalista e politico italiano (n. 1910)
- 1986 - Rodrigo Rojas de Negri, fotografo cileno (n. 1967)
- 1987 - Mariano Poletto, politico italiano (n. 1907)
- 1987 - László Pusztai, calciatore ungherese (n. 1946)
- 1988 - John Drury Clark, chimico e scrittore statunitense (n. 1907)
- 1989 - Jean Bouise, attore francese (n. 1929)
- 1989 - János Kádár, politico ungherese (n. 1912)
- 1989 - John Joseph Maguire, arcivescovo cattolico statunitense (n. 1904)
- 1990 - Ruth Becker, statunitense (n. 1899)
- 1990 - Félix Podmaniczky, regista ungherese (n. 1914)
- 1990 - Georg Schmidt, allenatore di calcio austriaco (n. 1927)
- 1991 - Pierino Azimonti, politico italiano (n. 1909)
- 1991 - Renée Garilhe, schermitrice francese (n. 1923)
- 1991 - Anton Jugov, politico bulgaro (n. 1914)
- 1991 - Muda Lawal, calciatore nigeriano (n. 1954)
- 1992 - Amadeus August, attore tedesco (n. 1942)
- 1992 - Gino Gorla, giurista italiano (n. 1906)
- 1992 - Bryan Guinness, II barone Moyne, nobile, avvocato e poeta britannico (n. 1905)
- 1992 - Marsha P. Johnson, attivista statunitense (n. 1945)
- 1992 - Vsevolod Safonov, attore sovietico (n. 1926)
- 1993 - Olive Ann Beech, imprenditrice statunitense (n. 1904)
- 1993 - John Gatenby Bolton, astronomo britannico (n. 1922)
- 1993 - Gino Fratesi, tenore italiano (n. 1906)
- 1993 - Yōko Mori, scrittrice giapponese (n. 1940)
- 1993 - Ruth Roche, baronessa Fermoy, nobile britannica (n. 1908)
- 1994 - Cameron Mitchell, attore statunitense (n. 1918)
- 1994 - Daniele Natale, religioso italiano (n. 1919)
- 1994 - Matteo Salineri, calciatore italiano (n. 1902)
- 1994 - Sebastiano Torchio, ciclista su strada italiano (n. 1918)
- 1996 - Armando Calvo, attore spagnolo (n. 1919)
- 1996 - Sebastiano D'Immè, carabiniere italiano (n. 1965)
- 1997 - Chetan Anand, regista indiano (n. 1915)
- 1997 - Nicola Iuppariello, pittore italiano (n. 1917)
- 1997 - Gene James, cestista e allenatore di pallacanestro statunitense (n. 1925)
- 1997 - Michele Pepe, fumettista italiano (n. 1946)
- 1997 - William Reynolds, montatore statunitense (n. 1910)
- 1998 - Félix Assunção Antunes, calciatore portoghese (n. 1922)
- 1998 - Ugo Lanza, imprenditore italiano (n. 1918)
- 1998 - Georges Maton, pistard francese (n. 1913)
- 1998 - Roy Rogers, cantante e attore statunitense (n. 1911)
- 1999 - Gary M. Heidnik, serial killer statunitense (n. 1943)
- 1999 - Joaquín Rodrigo, compositore e pianista spagnolo (n. 1901)
- 1999 - Barry Winchell, militare statunitense (n. 1977)
- 2000 - Poul Jensen, calciatore danese (n. 1934)
- 2000 - Lazar Koliševski, politico e generale jugoslavo (n. 1914)
- 2000 - Sandro Sandrelli, scrittore di fantascienza, traduttore e giornalista italiano (n. 1926)
- 2000 - Władysław Szpilman, compositore e pianista polacco (n. 1911)

## XXI secolo(148)
- 2001 - Carlo Bernasconi, dirigente d'azienda e produttore cinematografico italiano (n. 1943)
- 2001 - Jean Dumont, storico francese (n. 1923)
- 2001 - Enrique Mateos, calciatore e allenatore di calcio spagnolo (n. 1934)
- 2001 - Giovanni Sanna, calciatore, allenatore di calcio e dirigente sportivo italiano (n. 1931)
- 2002 - Dhirubhai Ambani, imprenditore indiano (n. 1932)
- 2002 - Elisa Maria Boglino, pittrice danese (n. 1905)
- 2002 - John Frankenheimer, regista statunitense (n. 1930)
- 2002 - Guerino Galzerano, scultore italiano (n. 1922)
- 2002 - Cheikh El Hasnaoui, cantante algerino (n. 1910)
- 2002 - Kenneth Koch, poeta, sceneggiatore e romanziere statunitense (n. 1925)
- 2002 - Pietro Valpreda, anarchico, scrittore e poeta italiano (n. 1932)
- 2003 - Jose C. Abriol, presbitero, linguista e scrittore filippino (n. 1918)
- 2003 - Skip Battin, bassista statunitense (n. 1934)
- 2003 - Buddy Ebsen, attore e ballerino statunitense (n. 1908)
- 2003 - Natale Faccenda, calciatore italiano (n. 1914)
- 2003 - Çelik Gülersoy, avvocato, scrittore e poeta turco (n. 1930)
- 2003 - Antal Kotász, calciatore ungherese (n. 1929)
- 2003 - Kathleen Raine, poetessa britannica (n. 1908)
- 2003 - Antonio Ignacio Velasco García, cardinale e arcivescovo cattolico venezuelano (n. 1929)
- 2004 - Eric Douglas, attore statunitense (n. 1958)
- 2004 - Walter Frentz, fotografo e produttore cinematografico tedesco (n. 1907)
- 2004 - Thomas Klestil, politico austriaco (n. 1932)
- 2004 - Samir Naqqash, scrittore, drammaturgo e traduttore iracheno (n. 1938)
- 2004 - Syreeta Wright, cantante e paroliera statunitense (n. 1946)
- 2005 - Ermanno Bazzocchi, ingegnere, dirigente d'azienda e politico italiano (n. 1914)
- 2005 - Ed McBain, scrittore e sceneggiatore statunitense (n. 1926)
- 2005 - Marcello Prando, attore, doppiatore e direttore del doppiaggio italiano (n. 1931)
- 2005 - Claude Simon, scrittore francese (n. 1913)
- 2005 - Pierre Jean Trần Xuân Hạp, vescovo cattolico vietnamita (n. 1920)
- 2006 - Igino Balestra, calciatore italiano (n. 1929)
- 2006 - Alfredo Diotalevi, calciatore italiano (n. 1917)
- 2006 - Juan de Ávalos, scultore spagnolo (n. 1911)
- 2007 - Lorenzo Alberti, cestista italiano (n. 1970)
- 2007 - Jole Giugni Lattari, politica italiana (n. 1923)
- 2007 - Kathleen E. Woodiwiss, scrittrice statunitense (n. 1939)
- 2007 - Renato Miglioli, calciatore e allenatore di calcio italiano (n. 1921)
- 2007 - Eileen Wearne, velocista australiana (n. 1912)
- 2008 - Bobby Durham, batterista statunitense (n. 1937)
- 2008 - Josef Fabian, allenatore di calcio e calciatore rumeno (n. 1923)
- 2008 - Nonna Viktorovna Mordjukova, attrice russa (n. 1925)
- 2008 - Odd Pettersen, calciatore norvegese (n. 1926)
- 2008 - Mando Ramos, pugile statunitense (n. 1948)
- 2009 - Vasilij Pavlovič Aksënov, scrittore russo (n. 1932)
- 2009 - Mihai Baicu, calciatore rumeno (n. 1975)
- 2009 - Arnaldo Bruschi, storico dell'architettura italiano (n. 1928)
- 2009 - Enrique Congrains Martín, scrittore peruviano (n. 1932)
- 2009 - Marius Eriksen, aviatore, sciatore alpino e allenatore di sci alpino norvegese (n. 1922)
- 2009 - Robert McNamara, dirigente d'azienda, politico e banchiere statunitense (n. 1916)
- 2009 - Mathieu Montcourt, tennista francese (n. 1985)
- 2009 - Bleddyn Williams, giornalista, dirigente sportivo e rugbista a 15 britannico (n. 1923)
- 2010 - Mario Alessandro Cattaneo, filosofo italiano (n. 1934)
- 2010 - Raffaele Chianese, aviatore italiano (n. 1910)
- 2010 - Augusto Grasso, compositore italiano (n. 1923)
- 2011 - Giorgio Luraschi, giurista italiano (n. 1942)
- 2011 - John Mackey, giocatore di football americano statunitense (n. 1941)
- 2011 - Hans-Joachim Otto, dirigente sportivo tedesco (n. 1928)
- 2011 - Josef Suk, violinista e violista ceco (n. 1929)
- 2012 - Aurelio Caminati, pittore italiano (n. 1924)
- 2012 - Ciro Di Martino, generale e dirigente sportivo italiano (n. 1925)
- 2012 - Charles David Ganao, politico della Repubblica del Congo (n. 1927)
- 2013 - Robert Linderholm, astronomo statunitense (n. 1933)
- 2013 - Leland Mitchell, cestista statunitense (n. 1941)
- 2013 - Rinaldo Santini, politico italiano (n. 1914)
- 2014 - Benedito de Assis da Silva, calciatore e allenatore di calcio brasiliano (n. 1952)
- 2014 - Alan J. Dixon, politico statunitense (n. 1927)
- 2014 - Dave Legeno, attore e artista marziale britannico (n. 1963)
- 2014 - Virgilio Nonnis, scrittore italiano (n. 1921)
- 2015 - Salvu Bonnici, calciatore maltese (n. 1934)
- 2015 - Terry Handley, astronomo statunitense
- 2015 - Luigi Martella, vescovo cattolico italiano (n. 1948)
- 2015 - Luca Rastello, scrittore e giornalista italiano (n. 1961)
- 2015 - Franco Scaglia, scrittore, giornalista e dirigente d'azienda italiano (n. 1944)
- 2015 - Rubens Tedeschi, giornalista, scrittore e critico musicale italiano (n. 1914)
- 2015 - Paolo Vero, direttore di coro italiano (n. 1958)
- 2015 - Jerry Weintraub, attore, produttore cinematografico e produttore televisivo statunitense (n. 1937)
- 2016 - Turgay Şeren, allenatore di calcio e calciatore turco (n. 1932)
- 2016 - Sisinio Zito, politico italiano (n. 1936)
- 2017 - Franco Borri Brunetto, politico italiano (n. 1928)
- 2017 - Bogdana Diaconescu, cestista rumena (n. 1942)
- 2017 - Şinasi Ertan, cestista turco (n. 1926)
- 2017 - Giovanni Bernardo Gremoli, vescovo cattolico italiano (n. 1926)
- 2017 - Mario Lunetta, scrittore italiano (n. 1934)
- 2017 - Bruno Mezzena, pianista e compositore italiano (n. 1927)
- 2017 - Thomas Sanders, scenografo statunitense (n. 1953)
- 2017 - Heinz Schneiter, calciatore svizzero (n. 1935)
- 2018 - Shōkō Asahara, criminale giapponese (n. 1955)
- 2018 - Vlatko Ilievski, cantante, attore e chitarrista macedone (n. 1985)
- 2018 - Giuseppina Projetto, supercentenaria italiana (n. 1902)
- 2018 - Clifford Rozier, cestista statunitense (n. 1972)
- 2018 - Antonio Toledo Corro, politico messicano (n. 1919)
- 2019 - Cameron Boyce, attore, modello e ballerino statunitense (n. 1999)
- 2019 - Martin Charnin, regista e paroliere statunitense (n. 1934)
- 2019 - Mario Di Toro, ciclista su strada e dirigente sportivo italiano (n. 1943)
- 2019 - João Gilberto, cantante e chitarrista brasiliano (n. 1931)
- 2019 - Charlie Hardnett, cestista statunitense (n. 1938)
- 2019 - Sergio Jacobini, tennista italiano (n. 1935)
- 2019 - Parviz Jalayer, sollevatore iraniano (n. 1939)
- 2019 - Eddie Jones, attore statunitense (n. 1934)
- 2019 - Francesco Lamanna, politico italiano (n. 1946)
- 2019 - Lilia Landi, attrice italiana (n. 1929)
- 2019 - Percy Sipho Mngometulu, diplomatico swazilandese
- 2019 - Giorgio Picchianti, attore italiano
- 2019 - Sergio Saleri, dirigente sportivo italiano (n. 1929)
- 2019 - Lucio Soravito De Franceschi, vescovo cattolico italiano (n. 1939)
- 2020 - Charlie Daniels, compositore, violinista e chitarrista statunitense (n. 1936)
- 2020 - Ronald Graham, matematico statunitense (n. 1935)
- 2020 - Juris Kronbergs, poeta, traduttore e musicista lettone (n. 1946)
- 2020 - Mary Kay Letourneau, insegnante statunitense (n. 1962)
- 2020 - Ennio Morricone, compositore, direttore d'orchestra e arrangiatore italiano (n. 1928)
- 2020 - Zdzisław Myrda, cestista e allenatore di pallacanestro polacco (n. 1951)
- 2020 - Joe Porcaro, percussionista e batterista statunitense (n. 1930)
- 2020 - Hans-Christoph Schmitt, teologo tedesco (n. 1941)
- 2020 - Tsunekichi Suzuki, cantautore, attore e compositore giapponese (n. 1954)
- 2021 - Sandrino De Toffol, politico italiano (n. 1938)
- 2021 - Angelo Del Boca, storico, giornalista e scrittore italiano (n. 1925)
- 2021 - J̌ivan Gasparyan, musicista sovietico (n. 1928)
- 2021 - Valerius Geist, biologo, zoologo e etologo canadese (n. 1938)
- 2021 - Miguel González Pérez, calciatore spagnolo (n. 1927)
- 2021 - Giuseppe Tesauro, giurista italiano (n. 1942)
- 2022 - Antonello Antonante, attore, regista e direttore artistico italiano (n. 1947)
- 2022 - James Caan, attore statunitense (n. 1940)
- 2022 - František Chochola, medaglista, scultore e illustratore ceco (n. 1943)
- 2022 - Franco Dionesalvi, poeta, giornalista e drammaturgo italiano (n. 1956)
- 2022 - Antonio Pallante, terrorista italiano (n. 1923)
- 2022 - Arnaldo Pambianco, ciclista su strada italiano (n. 1935)
- 2023 - Attila Abonyi, allenatore di calcio e calciatore ungherese (n. 1946)
- 2023 - Giuseppe Bentivoglio, paroliere e giornalista italiano (n. 1943)
- 2023 - Jeffrey Carlson, attore statunitense (n. 1975)
- 2023 - Graham Clark, tenore britannico (n. 1941)
- 2023 - Francesco Coniglio, editore e curatore editoriale italiano (n. 1957)
- 2023 - Johnie Cooks, giocatore di football americano statunitense (n. 1958)
- 2023 - Arnaldo Forlani, politico italiano (n. 1925)
- 2023 - Zé Celso, regista teatrale, attore e drammaturgo brasiliano (n. 1937)
- 2023 - Peter Nero, pianista e direttore d'orchestra statunitense (n. 1934)
- 2023 - Viktor Pikaisen, violinista e insegnante russo (n. 1933)
- 2023 - Benito Saba, politico italiano (n. 1936)
- 2023 - Alberto Sironi, calciatore italiano (n. 1943)
- 2024 - Pino D'Angiò, cantautore italiano (n. 1952)
- 2024 - Khyree Jackson, giocatore di football americano statunitense (n. 1999)
- 2024 - Angela Pagano, attrice italiana (n. 1937)
- 2024 - Ahmed Refaat, calciatore egiziano (n. 1993)
- 2024 - Hassani Shapi, attore keniano (n. 1973)
- 2024 - Javier Valle Riestra, politico e avvocato peruviano (n. 1932)
- 2025 - Andrea Bruno, architetto italiano (n. 1931)
- 2025 - Gordon Jago, calciatore e allenatore di calcio britannico (n. 1932)
- 2025 - Marco Madrigali, imprenditore e dirigente sportivo italiano (n. 1944)
- 2025 - Venanzio Nocchi, politico italiano (n. 1946)
- 2025 - Helena Tattermuschová, soprano ceco (n. 1933)